# چوماک (بسنی)
چوماک (به ترکی استانبولی: Çomak) یک منطقهٔ مسکونی در ترکیه است که در بسنی واقع شده‌است.